# شهرداری شهر ولنج
شهرداری شهر ولنج (به لاتین: City Municipality of Velenje) یک منطقهٔ مسکونی در اسلوونی است که در اسلوونی واقع شده‌است. شهرداری شهر ولنج ۸۳٫۵ کیلومتر مربع مساحت و ۳۲٬۹۵۹ نفر جمعیت دارد.

## خواهرخوانده
شهر نیث پورت تالبوت خواهرخواندهٔ شهرداری شهر ولنج هست.